# Борис Давыдович (князь дмитровский)
Борис Давыдович (Давидович) — удельный князь Дмитровский (? — 1334). Сын Галицко-Дмитровского князя Давыда Константиновича, внук Константина Ярославича Галицко-Дмитровского и внучатый племянник Александра Невского. Рюрикович в XIII колене.
После смерти дяди Бориса, Василия Константиновича, в 1280 году Галицко-Дмитровское княжество разделилось на Галицкое княжество, которым управлял старший брат Бориса Фёдор, и Дмитровское княжество, которым управлял Борис. Столицей княжества был город Дмитров (ныне в Московской области).
Кроме этого про Бориса Давыдовича известно лишь одно — дата его смерти — 1334 год. Умер он в Орде.
Вероятно, после этого Дмитровским княжеством стал управлять сын Бориса - Дмитрий.